# تت هتار توزار
تت هتار توزار (برمه‌ای: သက်ထားသူဇာ؛ زادهٔ ۱۵ مارس ۱۹۹۹) بدمینتون‌باز اهل میانمار است که در مجموع در مسابقات بین‌المللی برندهٔ ۸ مدال طلا و ۳ مدال نقره شده‌است.

## دستاوردها

### چلنج/سری بین‌المللیBWF(۸ عنوان، ۳ نایب قهرمان)
تکنفره زنان
| سال  | تورنمنت            | حریف                        | امتیاز              | نتیجه       |
| ---- | ------------------ | --------------------------- | ------------------- | ----------- |
| ۲۰۲۰ | بین‌المللی اوگاندا  | آکارشی کاشیاپ               | ۲۱–۱۴، ۱۶–۲۱، ۲۱–۱۸ | قهرمان      |
| ۲۰۱۹ | بین‌المللی مصر      | جوردن هارت                  | ۲۱–۶، ۱۲–۱ انصراف   | قهرمان      |
| ۲۰۱۹ | سری فیوچرز مالدیو  | مالویکا بانسود              | ۱۳–۲۱، ۱۱–۲۱        | نایب قهرمان |
| ۲۰۱۹ | اوپن هلاس          | کیسونا سلوادوری             | ۱۴–۲۱، ۹–۲۱         | نایب قهرمان |
| ۲۰۱۹ | بین‌المللی ساحل عاج | سری کریشنا پرییا کوداراوالی | ۲۱–۱۷، ۲۱–۱۳        | قهرمان      |
| ۲۰۱۹ | بین‌المللی بنین     | دانیلا ماسیاس               | ۱۷–۲۱، ۲۱–۱۸، ۲۱–۱۴ | قهرمان      |
| ۲۰۱۹ | بین‌المللی موریس    | آیری میکلا                  | ۲۱–۱۰، ۲۱–۱۹        | قهرمان      |
| ۲۰۱۹ | بین‌المللی کنیا     | دومو آمرو                   | ۲۱–۱۰، ۲۱–۱۰        | قهرمان      |
| ۲۰۱۹ | بین‌المللی اوگاندا  | دومو آمرو                   | ۲۱–۱۴، ۲۱–۱۲        | قهرمان      |
| ۲۰۱۸ | بین‌المللی نپال     | چانانچیدا جوچاروئن          | ۱۸–۲۱، ۲۱–۱۰، ۱۷–۲۱ | نایب قهرمان |
| ۲۰۱۸ | بین‌المللی مصر      | آلسیا زایتسافا              | پیروزی آسان         | قهرمان      |

  تورنمنت چلنچ بین‌المللی BWF
  تورنمنت سری بین‌المللی BWF
  تورنمنت سری فیوچرز BWF